# Birkalands räddningsverk

Birkalands räddningsverks nya vapen som togs i bruk 2023.

Birkalands räddningsverk (finska: Pirkanmaan pelastuslaitos) är ett av totalt 22 räddningsverk i Finland. Till räddningsverkets uppgifter hör det att förebygga olyckor, förbättra beredskapen i kommunerna och hos invånarna.

Birkalands räddningsverks gamla vapen.

## Kommuner
Kommuner som tillhör Birkalands räddningsverk:
- Ackas
- Birkala
- Ikalis
- Juupajoki
- Kangasala
- Kihniö
- Kuhmois
- Lembois
- Mänttä-Filpula
- Nokia stad
- Orivesi
- Parkano
- Pungalaitio
- Pälkäne
- Ruovesi
- Sastamala
- Tammerfors
- Tavastkyro
- Urdiala
- Valkeakoski
- Vesilax
- Virdois
- Ylöjärvi